# I Love Dick
I Love Dick – amerykański serial telewizyjny (komedia) wyprodukowany przez Amazon Studios oraz  Topple Productions, który jest luźną adaptacją noweli o tym samym tytule autorstwa Chris Kraus wydaną w 1997 roku. Zdjęcia kręcono w Marfa w stanie Teksas.
Pilotowy odcinek został wyemitowany 19 sierpnia 2016 roku, a pozostałe 7 odcinków pierwszej serii zostało udostępnionych 12 maja 2017 roku na stronie internetowej platformy Amazon Studios.
17 stycznia 2018 roku, platforma Amazon Studios ogłosiła anulowanie serialu.

## Fabuła
Serial skupia się na małżeństwie, Chris Kraus i Sylvère Lotringer, którzy mają obsesję na punkcie profesora Dicka.

## Obsada

### Główna
- Kevin Bacon jako Dick[4]
- Kathryn Hahn jako Chris Kraus[5]
- Griffin Dunne jako Sylvère Lotringer[6]
- Roberta Colindrez jako Devon[7]
- India Menuez jako Toby
- Lily Mojekwu jako Paula

## Odcinki
| Sezon | Sezon | Odcinki | Oryginalna emisja Amazon Studios | Oryginalna emisja Amazon Studios | Oryginalna emisja | Oryginalna emisja | Oryginalna emisja |
| Sezon | Sezon | Odcinki | Premiera sezonu                  | Finał sezonu                     | Premiera sezonu   | Finał sezonu      |                   |
| ----- | ----- | ------- | -------------------------------- | -------------------------------- | ----------------- | ----------------- | ----------------- |
|       | 1     | 8       | 19 sierpnia 2016                 | 12 maja 2017                     | nieemitowany      | nieemitowany      |                   |

### Sezon 1 (2016-2017)
| # | Tytuł                          | Reżyseria       | Scenariusz                      | Premiera Amazon Studios | Premiera     |
| - | ------------------------------ | --------------- | ------------------------------- | ----------------------- | ------------ |
| 1 | Pilot                          | Jill Soloway    | Sarah Gubbins                   | 19 sierpnia 2016        | nieemitowany |
| 2 | The Conceptual Fuck            | Kimberly Peirce | Sarah Gubbins                   | 12 maja 2017            | nieemitowany |
| 3 | Scenes from a Marriage         | Andrea Arnold   | Heidi Schreck                   | 12 maja 2017            | nieemitowany |
| 4 | Ilinx                          | Andrea Arnold   | Carla Ching                     | 12 maja 2017            | nieemitowany |
| 5 | A Short History of Weird Girls | Jill Soloway    | Annie Baker, Heidi Schreck      | 12 maja 2017            | nieemitowany |
| 6 | This Is Not a Love Letter      | Jim Frohna      | Esti Giordani, Diona Reasonover | 12 maja 2017            | nieemitowany |
| 7 | The Barter Economy             | Andrea Arnold   | Dara Resnik                     | 12 maja 2017            | nieemitowany |
| 8 | Cowboys and Nomads             | Andrea Arnold   | Sarah Gubbins, Heidi Schreck    | 12 maja 2017            | nieemitowany |

## Produkcja
W lutym 2016 roku Sarah Gubbins  i Jill Soloway poinformował o rozpoczęciu pracy nad serialem na podstawie powieści "I Love Dick" dla Amazon.
W tym samym miesiącu ogłoszono, że Kathryn Hahn wcieli się w rolę Chris Kraus
W kwietniu 2016 roku ogłoszono, że jedną z głównych ról zagra Kevin Bacon
W następnym miesiącu do obsady dołączył Roberta Colindrez jako Devon
Na początku czerwca 2016 roku poinformowano, że Griffin Dunne zagra w komedii, wcieli się w rolę Sylvère Lotringera
.
27 września 2016 roku platforma Amazon zamówiła pierwszy sezon.